# Palais Epstein
Le Palais Epstein est un palais urbain situé sur le Ring à Vienne, en Autriche. Il a été construit pour l'industriel et banquier Gustav Ritter von Epstein . L'architecte était Theophil Hansen, qui a également conçu le bâtiment du Parlement autrichien adjacent. Contrairement aux palais nobles baroques traditionnels de Vienne, le Palais Epstein a été construit à la fin du XIXe siècle et est donc considéré comme un Ringstraßenpalais. Il comporte cinq étages et est construit dans le style néo-renaissance typique de son époque.

## Histoire
Après le krach viennois du 9 mai 1873 de la Bourse de Vienne, Epstein dut vendre le palais à l'Imperial Continental Gas Association, une société gazière anglaise, pour éviter la faillite. En 1902, il fut acquis par l'Etat et utilisé comme siège du tribunal administratif. Après des conversions, il est devenu le siège de l'Autorité Scolaire de Vienne en 1922. Après l'Anschluss, il abritait les bureaux des autorités de construction du Reichsstatthalter.
De 1945 à 1955 (occupation alliée de l'Autriche), le palais était le siège du quartier général soviétique. Après cela, il a brièvement servi de branche de l'Académie de musique et des arts du spectacle, puis de nouveau à l'Autorité Scolaire jusqu'en 2002. Après une rénovation complète, il est depuis lors une annexe du Parlement voisin. Une exposition permanente sur l'histoire du palais et de ses propriétaires a été installée au sous-sol, et des visites guidées du bel étage (premier étage), qui a été restauré dans son état d'origine.